# 托马什·瓦乌多赫
托马什·瓦乌多赫（波蘭語：Tomasz Wałdoch，1971年5月10日—），波兰男子足球运动员，司职后卫。他曾代表波兰国奥队参加1992年夏季奥林匹克运动会足球比赛，获得一枚银牌。